# Alex Leslie
Alex Leslie är en kanadensisk författare och poet verksam i Vancouver. Leslie debuterade 2012, och har sedan dess gett ut en novellsamling, en prosadiktsamling samt ett antal dikter och noveller i olika antologier.

## Biografi
Leslie debuterade med 2012 med novellsamlingen People Who Disappear, och prosadiktsamlingen The Things I Heard About You publicerades 2014. Diktsamlingen Vancouver for Beginners är under utgivning från BookThug. 
Leslies verk har också publicerats i antologierna Journey Prize 2016 (Penguin Random House), Best Canadian Poetry in English 2014 (Tightrope), Best Canadian Stories 2009 (Oberon), 09: Coming Attractions (Oberon), The Enpipe Line och Friend. Follow. Text. #stories from living online, och i tidningen Plenitude .
Leslie har en Ashkenazisk bakgrund med rötter i östra Ukraina samt i Storbritannien. 

## Priser och utmärkelser
Leslies debutsamling People Who Disappear var kortlistad till Lambda Literary Award för debuterande fiktiva verk, och ReLit Award för noveller 2013. The Things I Heard About You var en av finalisterna till Robert Kroetsch Award.
2015 mottog Leslie Dayne Ogilvie-priset för HBTQ-författare från Writers Trust of Canada 2015. Leslies tredje verk, novellsamlingen We All Need to Eat, publicerades av BookThug hösten 2018.
Leslie vann också en National Magazine Award för "Pre-History", ett stycke som publicerades av litteraturtidskriften Prairie Fire,  och en CBC Literary Award för novellen "Preservation". 